# Epiphone Genesis

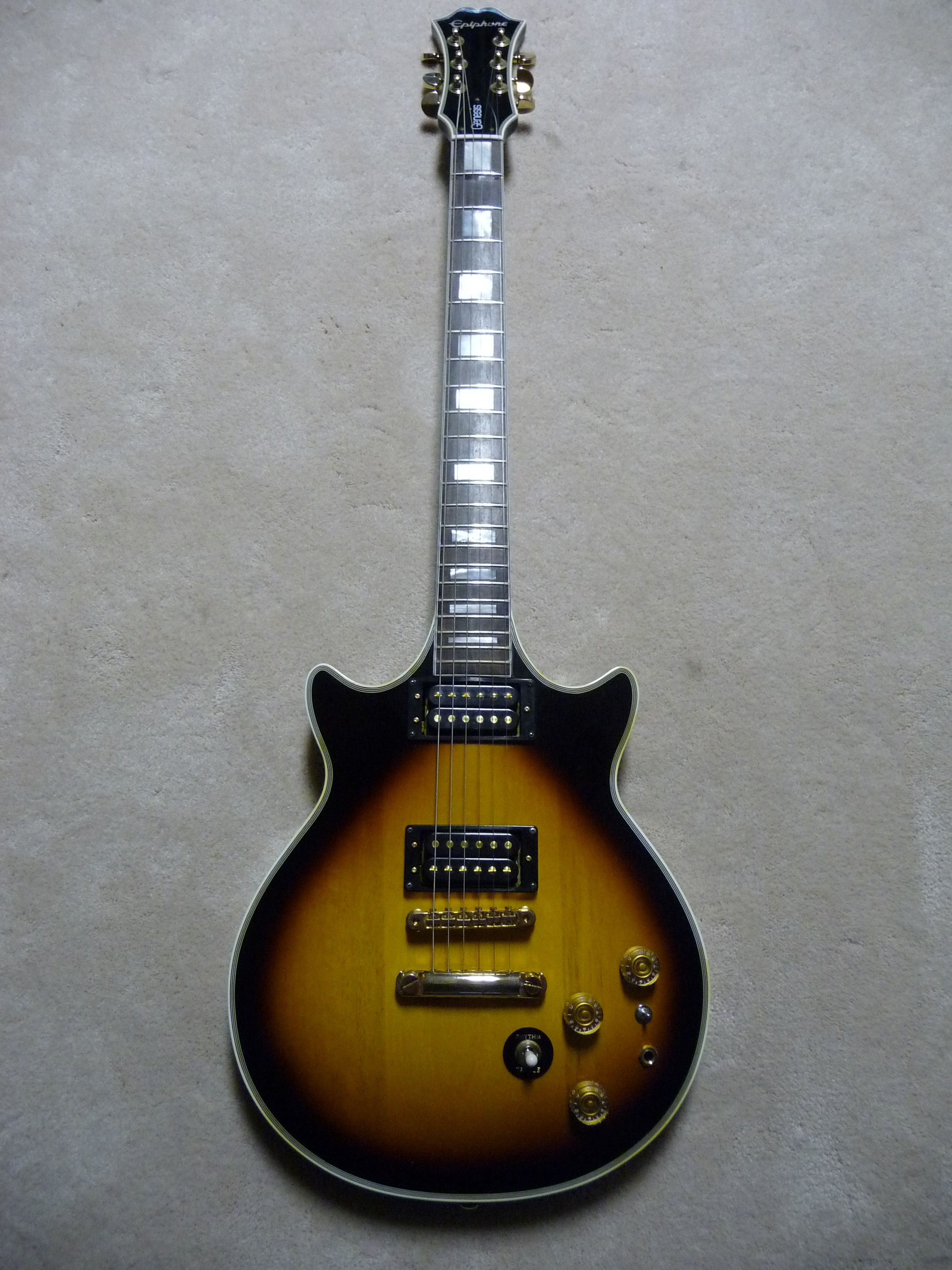
Guitarra personalizada Epiphone Genesis

Epiphone Genesis Series es la denominación dada a la serie de guitarras fabricadas por Gibson Guitar Corporation.

## Historia
En el catálogo Epiphone de 1979 aparecieron por primera vez tres modelos de la serie Génesis: GN-CST, GN-DLX y GN-STD). Fueron producidos en Japón y Taiwán hasta 1981, aunque el único dato con el que se puede contar para saber su verdadero origen es la inscripción debajo de puente del instrumento (Made in…) 
Durante 1980 se presentaron brevemente dos modelos adicionales: el «GN student» y el bajo «GN-BA». No se sabe si el modelo «GN student» entró en producción, puesto que no hay ejemplares identificados. 
La serie Génesis fue diseñada por Jim Walker, exdirector de mercadeo de Gibson Guitar Corporation.
La Epiphone Génesis fue diseñada, igualmente, por Jim Walker, entre 1977 y 1983, quien estaba a cargo de la sección de diseño de Epiphone. Esta guitarra fue creada con el fin de revalorizar la marca Epiphone y reposicionarla como fabricante de instrumentos de alta calidad. Por ese entonces, Epiphone ya pertenecía hacía mucho tiempo a Gibson y se había convertido en su «segunda marca», por lo que construía instrumentos de una calidad menor a los de la firma Gibson.
Así es como nace la Génesis, como un «nuevo comienzo» para la marca Epiphone, y de ahí su nombre.
Según J. Walker, la idea era construir una guitarra de calidad, versátil, potente y durable, que perdurara en la historia y pusiera de vuelta a Epiphone entre las grandes marcas, tarea que no se llegó a cumplir. 
La Epiphone Génesis es una guitarra eléctrica de cuerpo sólido. Los primeros prototipos fueron construidos a mano en Estados Unidos y luego en Japón por Shiro Arai, fundador de Aria. La producción masiva fue hecha posteriormente en la fábrica de baterías Pearl por temas de coste.
Es una guitarra pesada, de aproximadamente 4,8 kg.

## Construcción
Todos los modelos tienen cuerpo y cuello de caoba, diapasón de palo de rosa, dos humbucker, dos controles de volumen, un control maestro de tono y un DPDT utilizado para la bobina de tapping (llave desfasadora). 
La Génesis también contó con un cabezal alargado con 3 + 3 clavijas, 22 trastes, un jack en el frente, puente Tune-O-Matic y cordal parar. El modelo PRO incluye dos nuevos tonos y controles de volumen.

## Modelos

### Standard
Modelo base: binding simple en la tapa, marcadores de posición en forma de puntos en los trastes y hardware cromo.

### DeLuxe
Game media: binding simple en el diapasón y clavijero, doble binding en el cuerpo por delante y por detrás, marcadores trapezoidales en los trastes y hardware cromo.

### Custom
Tope de gama: binding simple en diapasón, triple binding en el clavijero y cuádruple binding en el cuerpo en la parte delantera y la trasera; en el diapasón destacan los maracadores rectangulares incrustados hechos nácar. La Génesis Custom de 1979 venía con micrófonos humbuckers tapados color cromo y hardware cromo; en el 80 y el 81 venían con humbuckers sin tapa y el hardware era dorado.

## Colores
La Epiphone Génesis venía en tres colores: sunburst, bordó y negro. En sunburst existían dos variantes más: sunburst bordó y sunburst negro.

## Características Destacadas
1. Doble Cutway.
2. Llave desfasadora (sigle coil).
3. 2 micrófonos de doble bobina.
4. Clavijero alargado.
5. 2 controles de volumen y 1 de tono.